# Rustler Roundup Shootin' Gallery

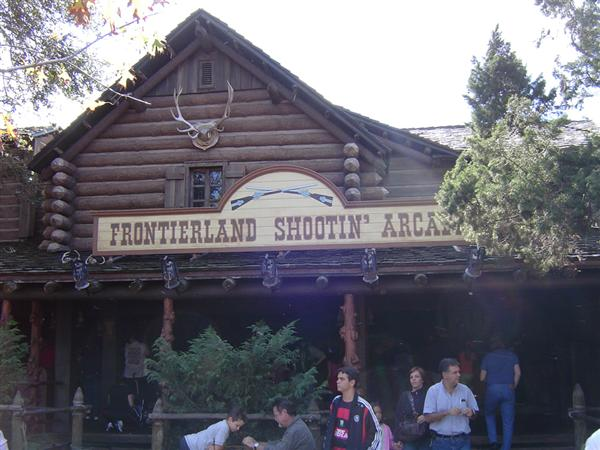
Exemple de Frontierland Shootin' Arcade

Frontierland Shootin' Exposition, Frontierland Shootin' Arcade, Westernland Shootin' Gallery ou Rustler Roundup Shootin' Gallery sont des stands de tir des parcs Disney.

### Magic Kingdom
- Nom : Frontierland Shootin' Arcade
- Ouverture : 1er octobre 1971 avec le parc
- Land : Frontierland

### Tokyo Disneyland
- Nom : Westernland Shootin' Gallery
- Ouverture : 15 avril 1983 avec le parc
- Land : Westernland

### Disneyland Paris
- Nom : Rustler Roundup Shootin' Gallery
- Ouverture : 12 avril 1992 avec le parc
- Land : Frontierland
- Situation : 48° 52′ 17″ N, 2° 46′ 32″ E

## Au cinéma
Dans Retour vers le futur 3 (1990), quand un cowboy demande à Marty McFly où il a appris à tirer aussi bien au pistolet, celui-ci répond "À Disneyland". C'est une référence implicite à la version californienne de cette attraction.